# Elezioni parlamentari in Giamaica del 2016
Le elezioni parlamentari in Giamaica del 2016 si tennero il 25 febbraio. Come negli anni precedenti, le elezioni videro fronteggiarsi due grandi partiti: il Partito Laburista Giamaicano (JLP) e il Partito Nazionale del Popolo (PNP).
L'affluenza alle urne fu del 47,7%, il dato più basso dal 1983, anno in cui il PNP boicottò le elezioni.
Le consultazioni videro una vittoria di misura per i laburisti, che ottennero 32 dei 63 seggi. L'esito elettorale fu poi contestato dopo il ribaltamento dei dati relativi ad circoscrizione, in cui la vittoria, inizialmente attribuita al JLP, era stata assegnata al PNP, con la conseguenza di alterare i risultati complessivi delle elezioni. Il riconteggio dei voti si tenne il 2 marzo.

## Risultati
| Liste                                           | Voti    | %     | Seggi |
| ----------------------------------------------- | ------- | ----- | ----- |
| Partito Laburista Giamaicano                    | 436 972 | 50,08 | 32    |
| Partito Nazionale del Popolo                    | 433 735 | 49,71 | 31    |
| Partito Progressista del Popolo - Marcus Garvey | 260     | 0,03  | –     |
| Movimento Democratico Nazionale                 | 223     | 0,03  | –     |
| Partito Progressista del Popolo                 | 91      | 0,01  | –     |
| Indipendenti                                    | 1 233   | 0,14  | –     |
| Totale                                          | 872 514 | 100   | 63    |